# Long Island (Bahama's)

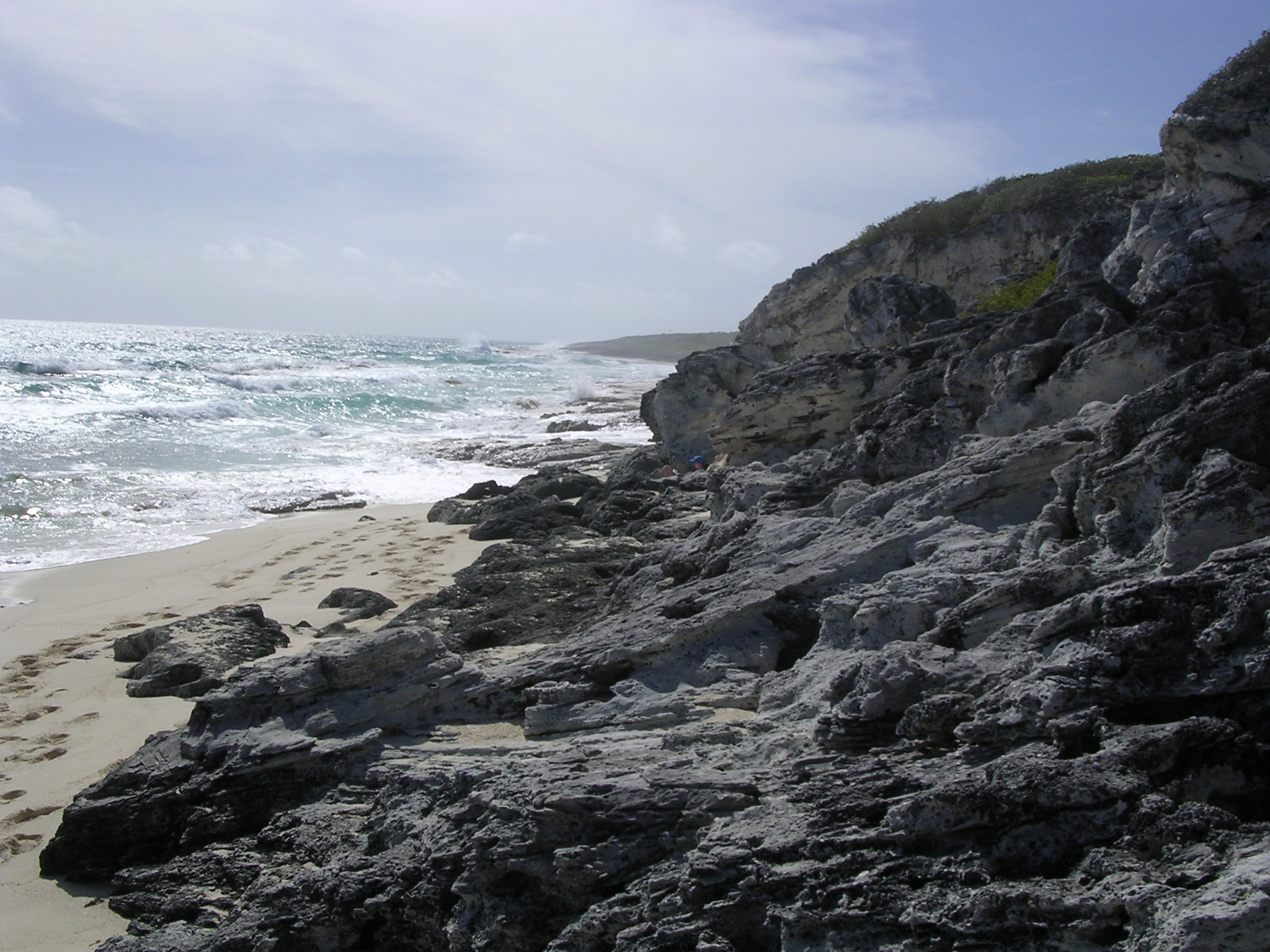
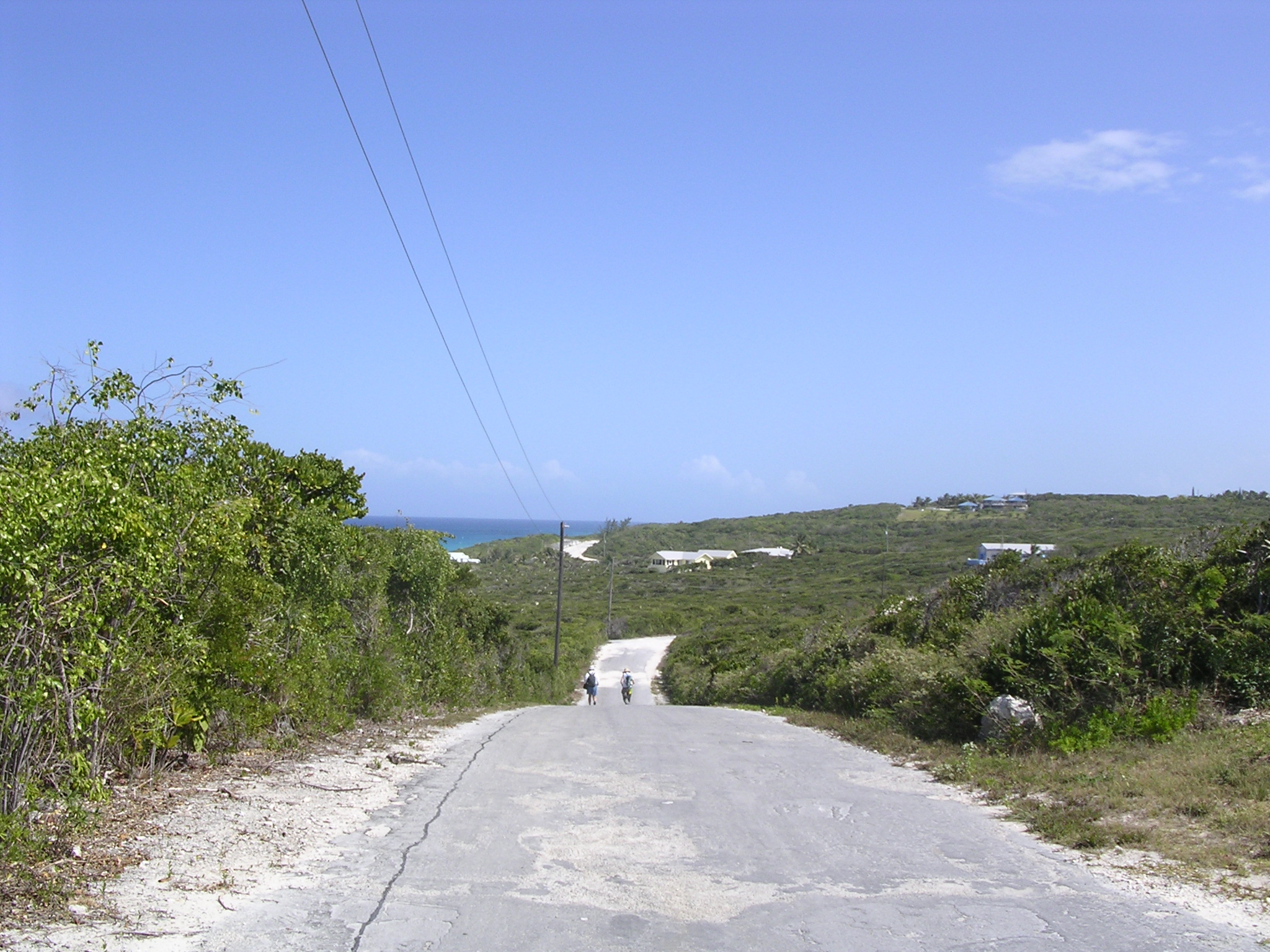
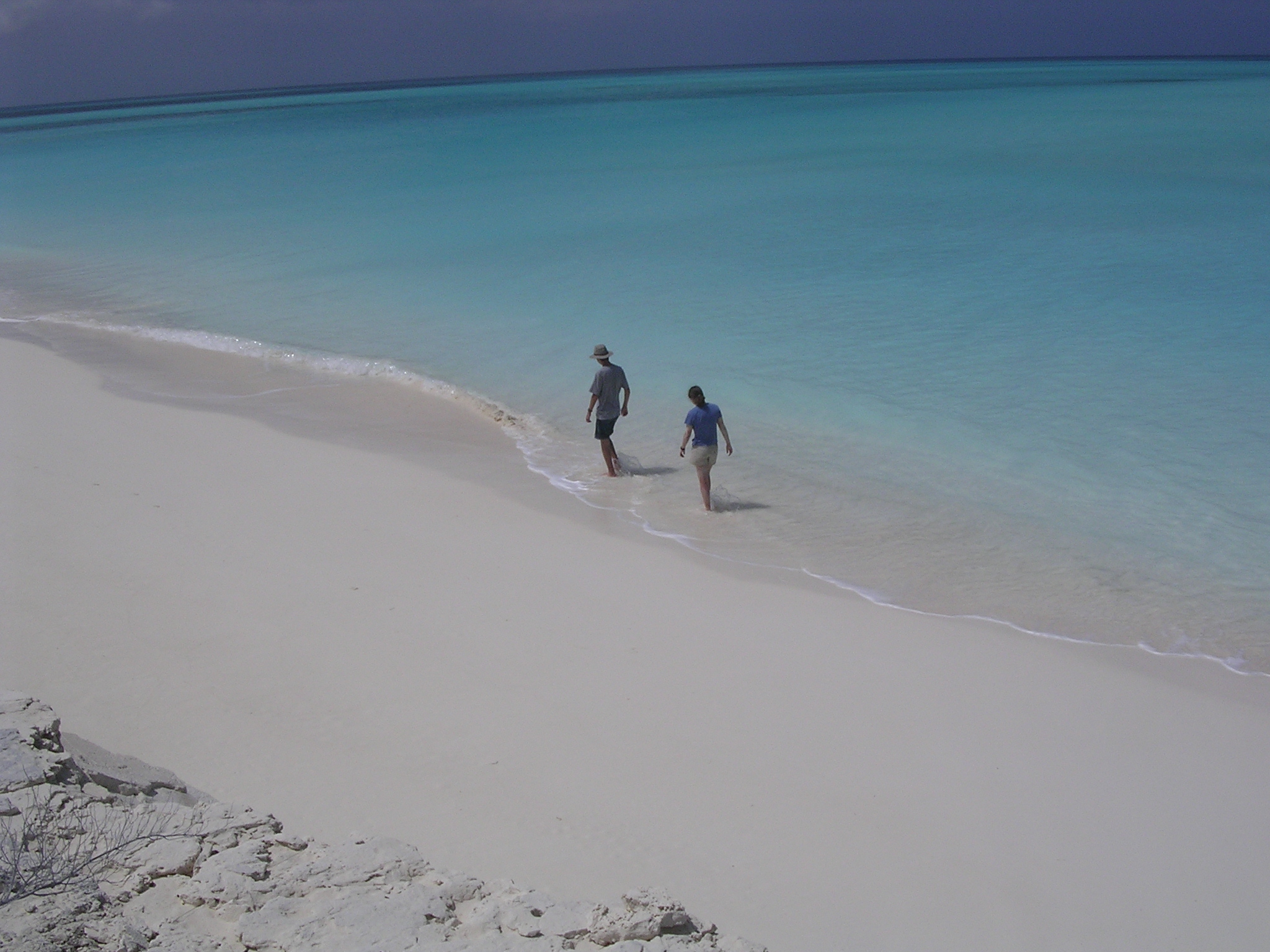
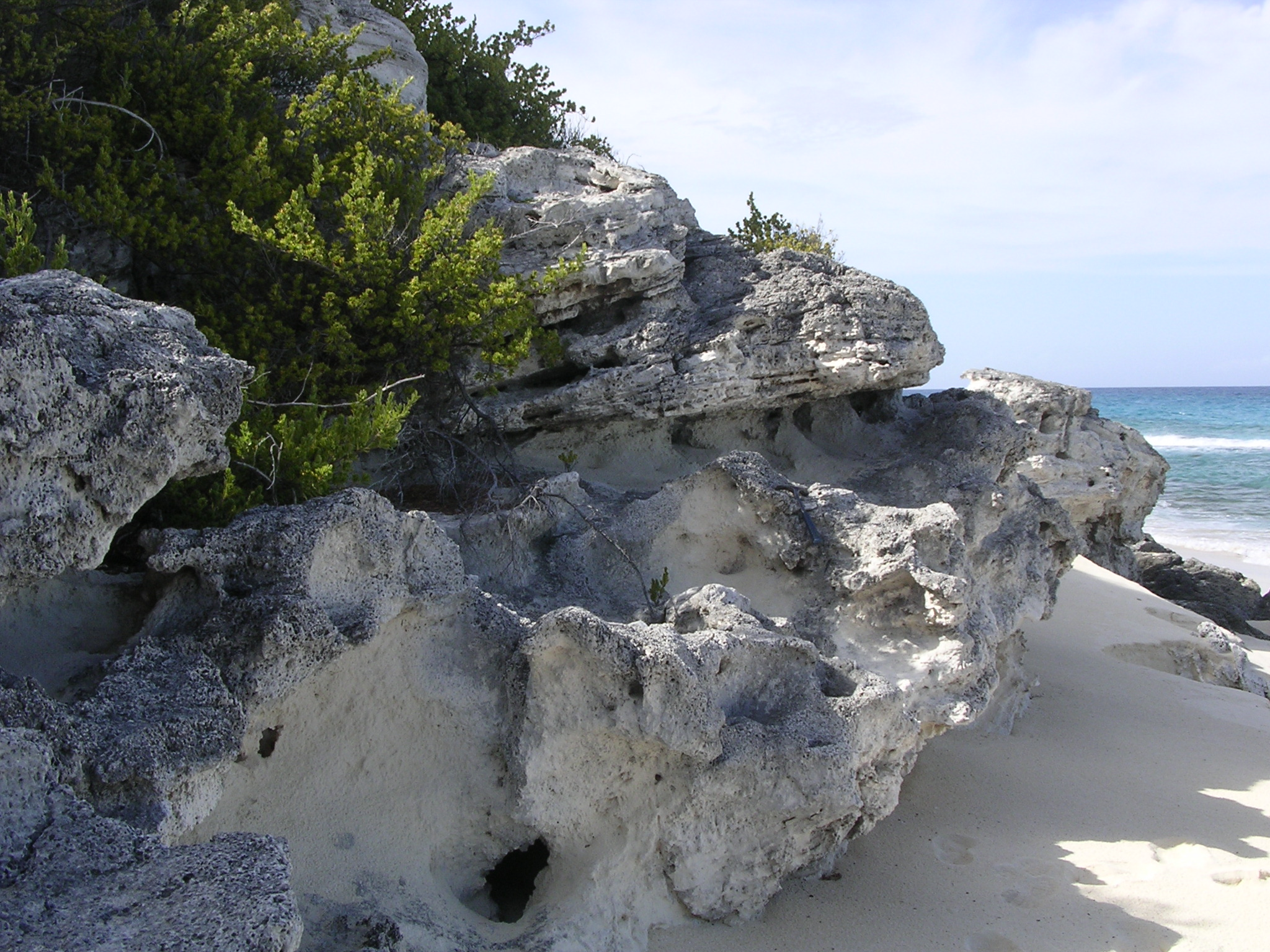
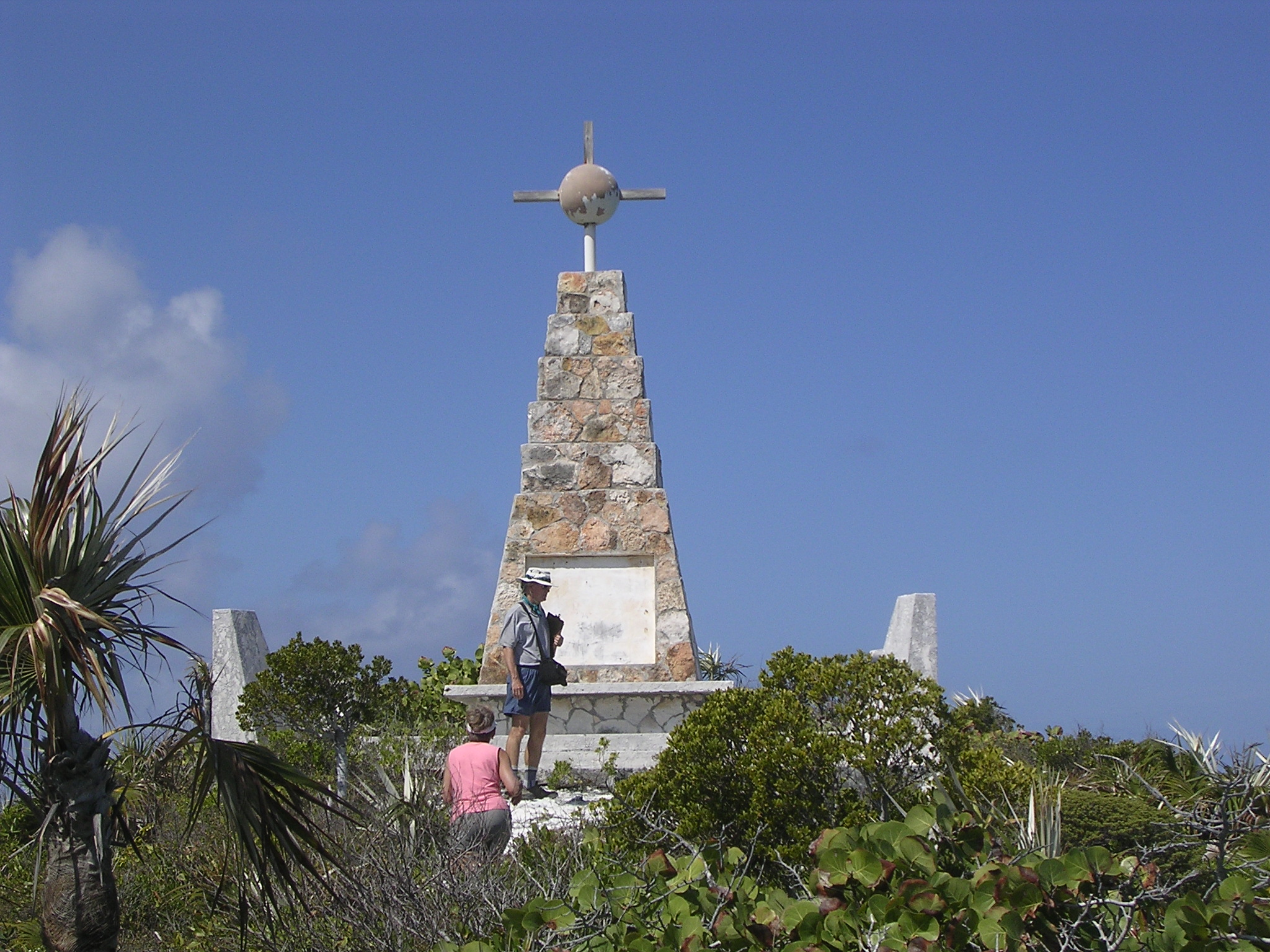

Long Island is een eiland en district van de Bahama's. Het eiland is ongeveer 130 km lang en 6 km breed en ligt rond de Kreeftskeerkring. Long Island telt zo'n 4000 inwoners.